# It Was a Very Good Year
It Was a Very Good Year – piosenka skomponowana w 1961 roku przez Ervina Drake'a. Jej najpopularniejszą wersję, która zdobyła nagrodę Grammy, nagrał Frank Sinatra. Gordon Jenkins, odpowiedzialny za aranżację utworu, również otrzymał statuetkę Grammy za jego wersję. Piosenkę można znaleźć na albumie Sinatry, September of My Years, wydanym w 1965 roku.

## Wersje innych artystów
- The Kingston Trio
- Lonnie Donegan
- The Turtles
- Gábor Szabó
- William Shatner
- Lou Rawls
- Michael Jackson
- Homer Simpson
- Lampoon
- The Flaming Lips
- Reverend Horton Heat
- Robert Charlebois
- Paul Young
- Ray Charles
- They Might Be Giants
- Gordon Goodwin's Big Phat Band
- Robbie Williams
- Taco Hemingway